# Henri Rol-Tanguy
Pour les articles homonymes, voir Rol, Rol-Tanguy et Tanguy.
Henri Tanguy, officiellement Rol-Tanguy depuis 1970, dit « Colonel Rol-Tanguy », né le 12 juin 1908 à Morlaix et mort le 8 septembre 2002 à Ivry-sur-Seine, est un militant communiste français, membre dirigeant de la Résistance pendant la Seconde Guerre mondiale. Il est principalement connu pour avoir mené la libération de Paris de l'intérieur avant l'arrivée de la 2e division blindée du général Leclerc.

## Biographie

### Origines
Georges René Henri Tanguy naît en gare de Morlaix au cours d'un accouchement précipité. Ses parents, lui officier marinier, elle blanchisseuse, habitent Brest. Il fait ses études primaires à Toulon, Brest et Cherbourg. Il est ouvrier métallurgiste dès l'âge de quatorze ans.

### Entre-deux-guerres
En 1925, Henri Tanguy devient ouvrier métallurgiste aux usines Talbot, puis tôlier en carrosserie chez Renault où sa mère travaille. Il est affecté à une unité ultra moderne, l'usine O de Boulogne-Billancourt (Seine). Cette même année, il adhère aux Jeunesses communistes et devient responsable de la cellule de l'usine. Il est licencié au bout de quelques mois pour fait de grève.
Passionné de vélo, il entre au Club sportif international et se classe premier des débutants dans la course Paris-Chauny. En 1926, il participe aux « américaines » et aux poursuites par équipe, au Vélodrome d'Hiver, au Parc des Princes, au Stade Buffalo, et à la piste municipale de Vincennes.
En 1929, il effectue son service militaire en Algérie, par mesure disciplinaire pour ne s'être pas inscrit à temps sur les listes de recensement, au 8e régiment de zouaves. Intéressé par le maniement des armes et l'art militaire, il termine son service en tant que combattant d'élite, soldat de 1re classe, avec une formation de mitrailleur mécanicien, de télémétreur et d'armurier.
Au début des années 1930, Tanguy trouve un emploi à l'usine Breguet et, grâce à des cours de perfectionnement, il devient tôlier-formeur, chaudronnier en cuivre, tuyauteur, soudeur. À partir de 1934, il renoue avec le militantisme et crée chez Breguet une cellule communiste et un syndicat CGTU. Licencié en 1935 à la suite d'une action revendicative, il ne trouve plus de place que dans de petites entreprises. En octobre 1936, il devient secrétaire du syndicat des travailleurs de la métallurgie CGT de la région parisienne, aux côtés notamment de Jean-Pierre Timbaud.
Lorsqu'éclate la guerre d'Espagne, en 1936, il anime au sein de la Fédération des métaux la campagne de solidarité avec les Républicains espagnols. En 1937, il sert en Espagne dans les rangs des Brigades internationales. En avril 1938, il est nommé commissaire politique dans la XIVe brigade (dite « La Marseillaise »), en remplacement de Jean Hemmen gravement blessé. Le 18 juin 1938, il est lui-même blessé d'une balle dans la poitrine au cours de la bataille de l'Èbre.
Revenu en France en novembre 1938, il se marie le 19 avril 1939 avec Cécile Le Bihan, sa marraine de guerre, militante communiste, avec qui il a ensuite quatre enfants.

### Seconde Guerre mondiale et Résistance

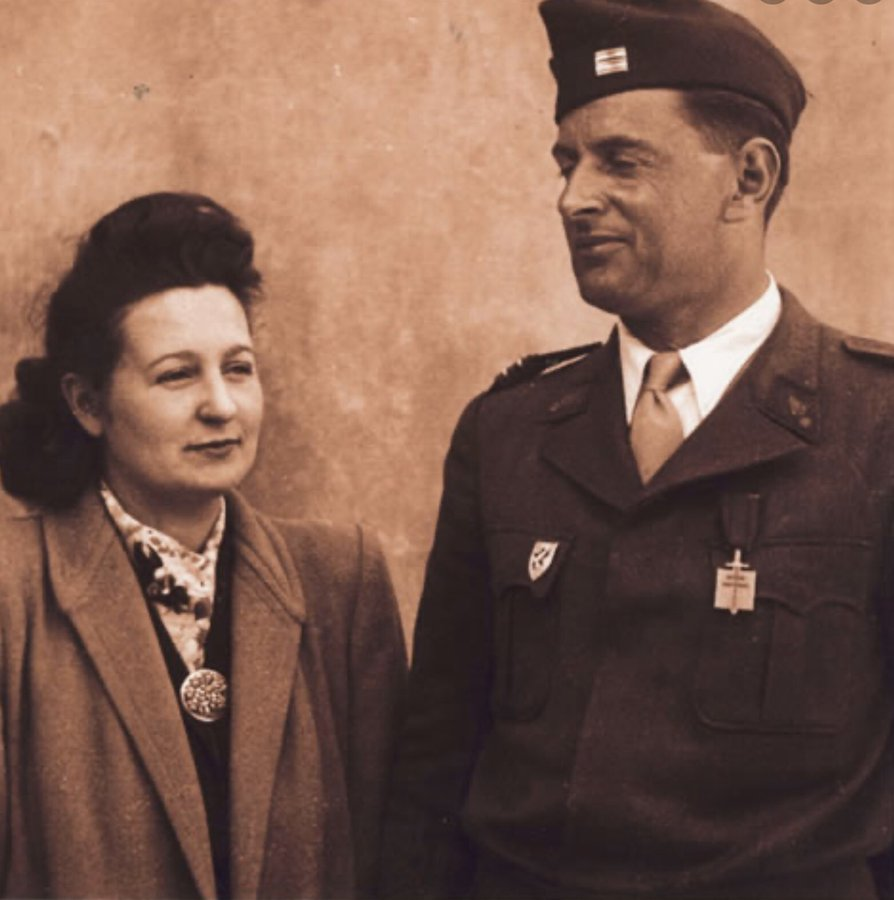
Cécile Rol-Tanguy et Henri Rol-Tanguy.

Henri Tanguy est mobilisé en septembre 1939 et affecté comme soldat de 1re classe au 57e régiment d'infanterie coloniale en Lorraine. En mai 1940, il est affecté comme armurier au 28e régiment d'infanterie coloniale mixte sénégalais ; il prend part aux combats de la 28e division du 5 au 24 juin 1940.
Démobilisé en août 1940 après avoir été cité à l'ordre du régiment, il retrouve son épouse Cécile et reprend contact avec le Parti communiste. Le 5 octobre 1940, apprenant qu'une vague d'arrestations frappe les militants communistes, il entre dans la clandestinité. Il participe à la mise sur pied de l'Organisation spéciale (OS), le PCF lui confiant aussi la responsabilité du secteur sud de Paris et de sa banlieue, d'où il organise des sabotages contre les forces allemandes. Son épouse Cécile entre également dans la résistance comme agent de liaison.
En août 1941, il est chargé avec Raymond Losserand et Gaston Carré de l'organisation, dans la région parisienne, de groupes armés, qui sont fondus, en février 1942, dans les Francs-tireurs et partisans (FTP), mouvement communiste de résistance armée. Tanguy exerce dans ce « triangle de direction » la fonction de responsable militaire. Losserand et Carré sont arrêtés en mai 1942 et fusillés cinq mois plus tard. Tanguy reforme une équipe avec Roger Linet et Raymond Colin. 
Tanguy change de zone pour sa sécurité, devenant chef des FTP de la région Poitou-Anjou, puis revient en région parisienne en mai 1943, pour réorganiser, avec Joseph Epstein et Édouard Vallerand, les Francs-tireurs de la région parisienne. Il rédige avec sa femme le journal clandestin Le Franc-tireur parisien. Françoise Leclercq est son agent de liaison.
En septembre 1943, il est nommé représentant FTP au Comité d'action contre la déportation, qui sabote les départs au STO. En octobre, il passe à l'état-major des FFI de la « région P », qui regroupe onze départements autour de Paris, où il représente les FTP. D'abord sous-chef de l'état-major, il devient le 1er juin 1944 colonel chef régional des FFI de la région P1, soit l'Île-de-France (Seine, Seine-et-Oise, Seine-et-Marne, Oise). Il prend son dernier pseudonyme Rol, nom d'un combattant des Brigades internationales, Théo Rol, tué en 1938 pendant la bataille de l'Èbre.
Il se consacre alors entièrement à la préparation de la libération de la capitale en liaison étroite avec le Comité d'action militaire du Conseil national de la Résistance, le COMAC et le délégué militaire national du général de Gaulle, Jacques Chaban-Delmas.
Le 10 août 1944, l'avance des Alliés en Normandie donne le signal de l'insurrection.

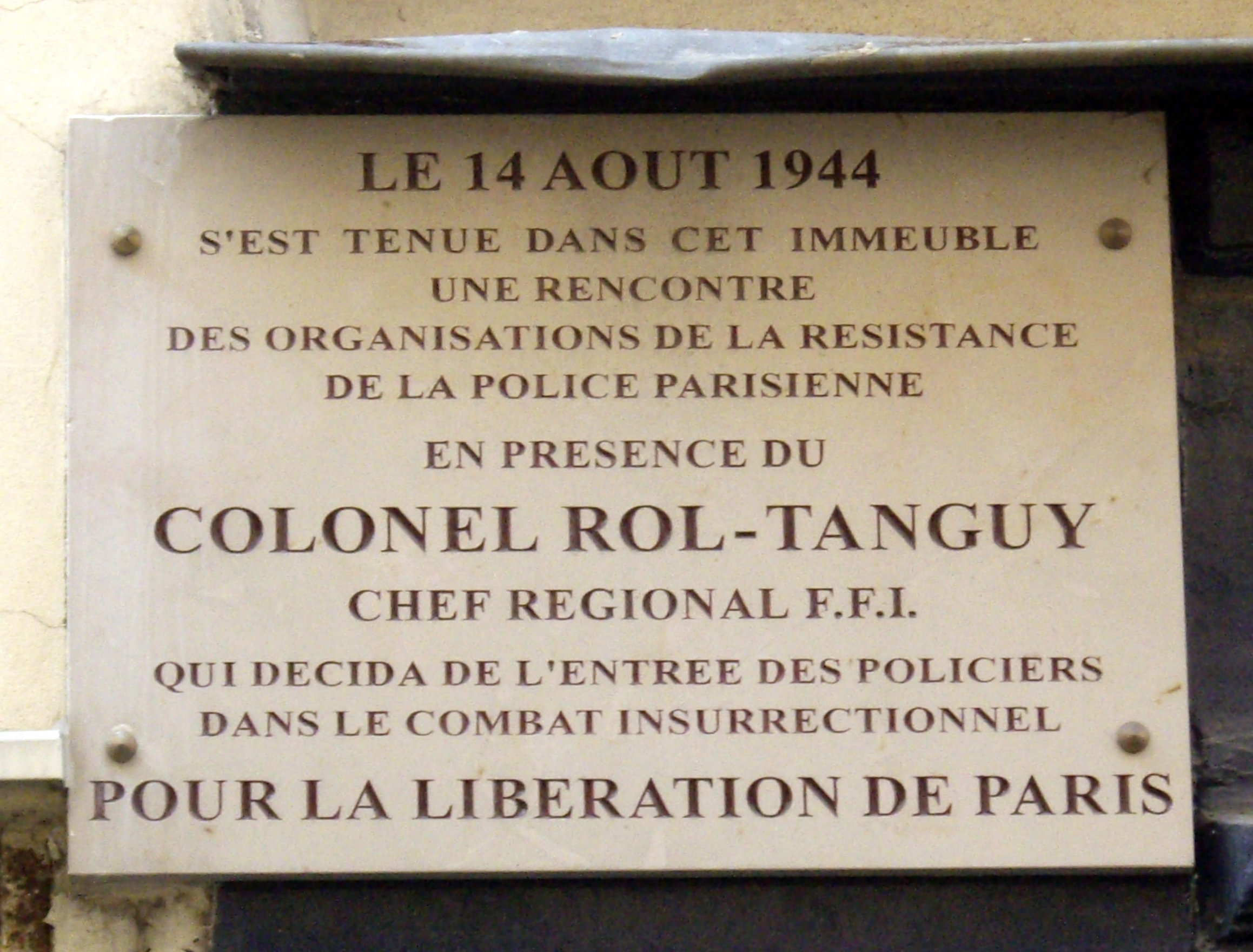
Plaque commémorative, 48, rue Chapon à Paris.

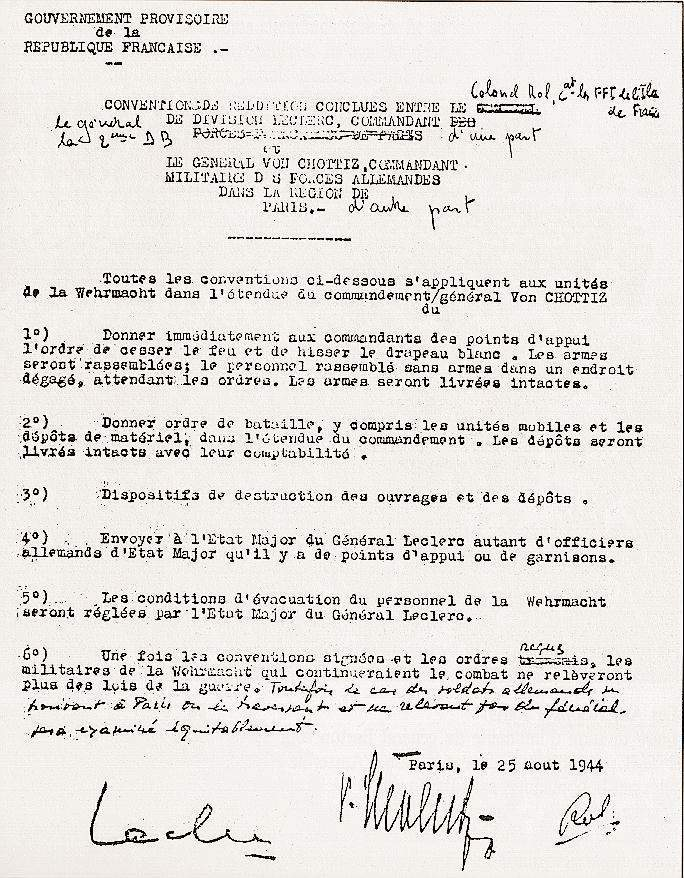
Exemplaire de la reddition de la garnison allemande de Paris, contresigné par le colonel Rol-Tanguy.

Le 10 août, les cheminots de Paris entament la grève. Le 15 août, la CGT appelle à la grève générale. Plusieurs corps d'administration y répondent. La grève des agents de police apporta un soutien armé à l'insurrection. L'état-major FFI est installé en sous-sol place Denfert-Rochereau.
Le 17 août, l'état major de la résistance parisienne appelle à la lutte décisive.
Le 19 août, la préfecture de police est prise par les policiers résistants devant lesquels Rol-Tanguy vient prononcer un discours de soutien. Le 21 août, il fait afficher l'ordre de dresser les barricades. 600 barricades sont rapidement érigées dans la capitale. Il réalise, avec 100 000 hommes placés sous ses ordres, dans les journées du 20 au 24 août une manœuvre générale libérant les 9/10e de la capitale.
Le 25 août, l'acte de reddition est signé par le général von Choltitz et le général Leclerc à la préfecture de police. À la demande de Maurice Kriegel-Valrimont, demande relayée par Jacques Chaban-Delmas auprès du général Leclerc qui donne son accord, Rol-Tanguy contresigne un exemplaire de l'acte dont l'entête est changée en Conventions de reddition conclues entre le colonel Rol-Tanguy, commandant les FFI de l'Ile de France, le général de division Leclerc, commandant la 2e DB et le général von Choltitz.
Dans le courant du mois de septembre 1944 , Rol-Tanguy est désigné auprès du colonel Billotte pour contribuer à mettre sur pied une nouvelle unité, la 10e division d'infanterie, mais il ne sera pas nommé à la tête de cette division. En janvier 1945, il effectue un stage de perfectionnement à Provins. Il est ensuite affecté au PC de la 1re Armée française du général de Lattre de Tassigny et rejoint le 151e régiment d'infanterie au sein de la 2e division d'infanterie marocaine. Il participe à tous les combats du régiment en Allemagne à partir du 1er avril, du Rhin au Danube. Il reste en Allemagne jusqu'au 2 octobre comme adjoint au colonel gouverneur militaire de Coblence.
Le 18 juin 1945, il avait été décoré de la croix de la Libération par le général de Gaulle. Il devient militaire d'active avec le grade de lieutenant-colonel.

### Après-guerre
En avril 1947, il est affecté au cabinet militaire du ministre de la Défense nationale François Billoux. De 1948 à 1951, il est chef du 3e bureau de l'état-major de la subdivision du Mans. De 1952 à 1962, il est relégué au Dépôt central des isolés, à Versailles, définitivement sans affectation, à cause de ses convictions communistes. Dépourvu de moyens que l'armée aurait pu mettre à sa disposition, il organise néanmoins des cours de stratégie et de tactique militaire jusqu'en 1962, date de sa mise à la retraite.
De 1962 à 1987, Henri Rol-Tanguy est membre du comité central du PCF, responsable de quelques fédérations départementales jusqu’en 1979. Il soutient publiquement Georges Marchais lors de la polémique relancée en mars 1980 par L'Express concernant son passé de travailleur volontaire en Allemagne, tout en signant en octobre 1991 la pétition d'anciens résistants demandant qu'il ne préside pas les cérémonies commémoratives des fusillades de Châteaubriant.
Il était président de l'Association nationale des anciens combattants de la Résistance (ANACR) et de l'Amicale des anciens volontaires français en Espagne républicaine.
Il meurt le 8 septembre 2002 à Ivry-sur-Seine. Le 13 septembre 2002, un hommage national présidé par Jacques Chirac lui est rendu à l'hôtel des Invalides. Il repose à Monteaux (Loir-et-Cher).

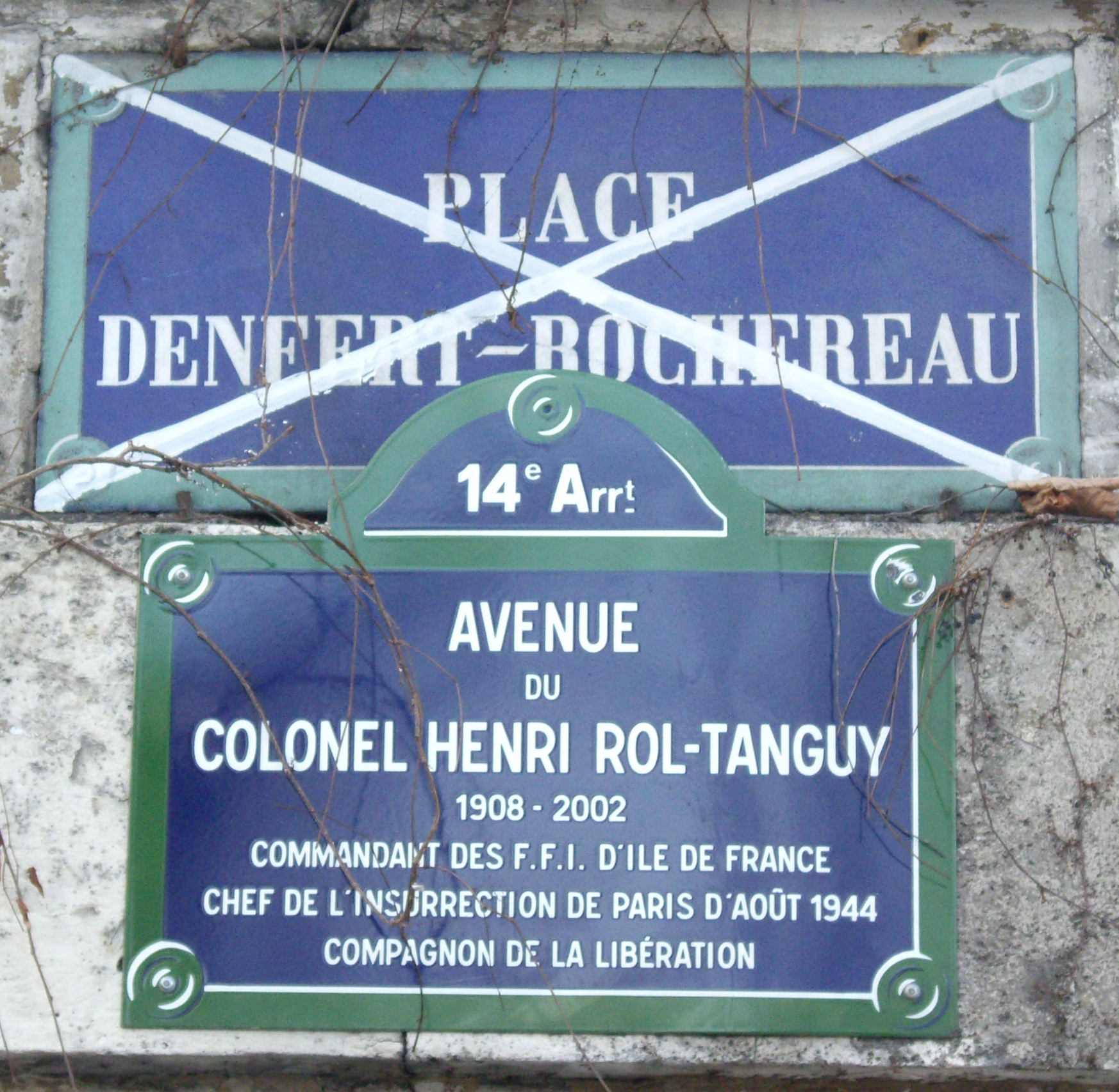
Plaque de l'avenue qui porte son nom à Paris depuis 2004.

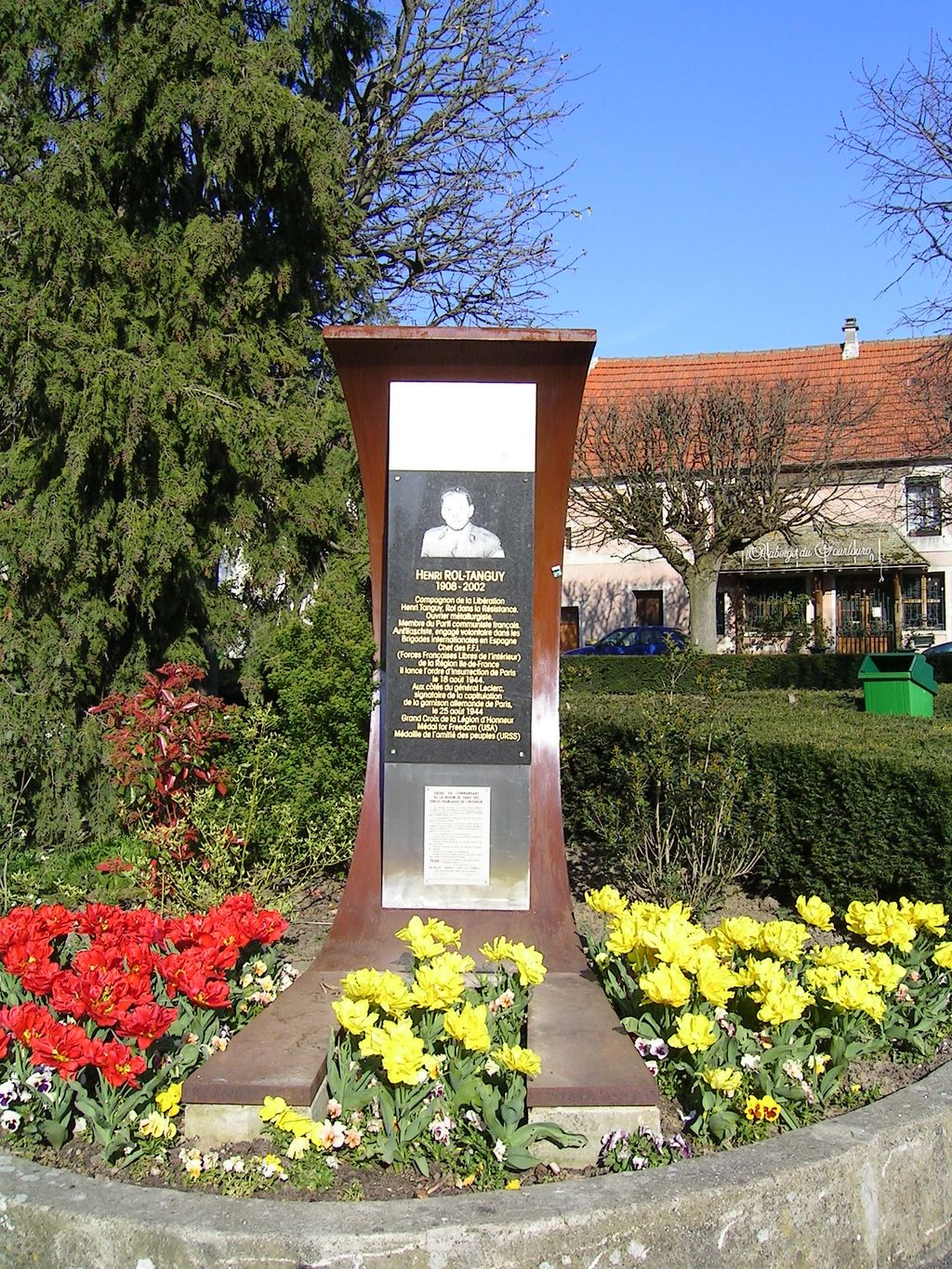
Plaque commémorative à Tremblay-en-France.

## Hommages
Le 23 août 2004, une avenue du Colonel-Henri-Rol-Tanguy est inaugurée dans le 14e arrondissement de Paris à l'occasion du soixantième anniversaire de la libération de Paris. Cette avenue n'est en fait qu'une courte voie de quelques dizaines de mètres de long, insérée dans une partie de la place Denfert-Rochereau. Elle est située au dessus de l'ancien état-major souterrain FFI. Le musée de la Libération de Paris - musée du Général Leclerc - musée Jean-Moulin y est installé.
Dans le film Paris brûle-t-il ?, son rôle est interprété par Bruno Cremer.
En 2009, le collège Henri-Rol-Tanguy a ouvert à Champigny-sur-Marne en son honneur.
La station de la ligne 4 Denfert-Rochereau porte comme sous-titre Colonel Rol-Tanguy depuis 2004

## Décorations
- Grand-croix de la Légion d'honneur
- Compagnon de la Libération (décret du 18 janvier 1946)
- Croix de guerre 1939–1945 (3 citations)
- Médaille de la Résistance française par décret du 31 mars 1947[15]
- Croix du combattant volontaire de la guerre de 1939–1945
- Croix du combattant volontaire de la Résistance
- Médaille de la Liberté (U.S. : Medal of Freedom)
- Ordre de l'Amitié des peuples (URSS)

## Ouvrages signés Rol-Tanguy
- La Libération de Paris (1964)
- Le Parti communiste français dans la Résistance (1967)
- La Vérité sur la libération de Paris (1971)
- La Libération de Paris. Les 100 documents (1994)

### Sources
- Les papiers personnels d'Henri Rol-Tanguy, sont conservés aux Archives nationales, site de Pierrefitte-sur-Seine, sous la cote 672AP : inventaire du fonds.